# Aus den Träumen eines Küchenmädchens
Aus den Träumen eines Küchenmädchens – Annäherung an Käthe Reichel ist ein Dokumentarfilm von Richard Engel und Petra Kelling aus dem Jahr 2014. Er porträtiert die Schauspielerin Käthe Reichel.

## Handlung
Der Film beginnt vor Käthe Reichels Haus in Buckow am Schermützelsee, welches sie von Bertolt Brecht, an den sie sich früh verloren hat, 1952 gekauft bekam. Der Garten ist voller Schnee und in einem Rondell steckten viele Kunstblumen; sie mochte es so. Diese Aufnahmen wurden aber erst nach ihrem Tod gemacht.
Käthe Reichel bereitet sich auf eine Lesung vor. Seit 2000/2001 trug sie Brechts Die heilige Johanna der Schlachthöfe in einer eigenen Lesefassung als Ein-Personen-Stück vor. Dafür nahm sie stets ihr eigenes Stehpult mit, überlegte sich genau, was sie anzieht, und wurde mit einem Auto abgeholt. Während der Proben und der Lesung wirkte sie konzentriert, hielt aber zu den Zuhörern Distanz. Es kam auch vor, dass sie einem Zuschauer, der unkonzentriert wirkte, anbot zu warten, bis er wieder bei sich war.
Käthe Reichel war ihr Leben lang politisch interessiert und aktiv. Auch das zeigt der Film, denn damit hatte sie nie aufgehört. Während einer großen Demonstration gab es die übliche Unruhe. Aber sie forderte auch hier ein Zuhören von Tausenden, wenn sie sprach. Doch ihre große Zeit, als sie jeder kannte und an den Lippen hing, war vorbei. Ein großes Anliegen war ihr der Bau eines Dorfes in Vietnam. Für das Unternehmen „100 Häuser für Vietnam“ ging sie völlig auf, träumte und lebte dafür. Als sie beschloss, sich das Ergebnis in Vietnam selbst anzusehen, kam es zum Bruch mit den Filmleuten. Ihre Vorfreude war größer als das Ergebnis, welches sie sah. Man hatte das Haus des Bürgermeisters, das größte und schönste Haus im Dorf, ausgesucht, in dem die Feierlichkeiten stattfanden. Selbst die Schweine, die sie selbst als Geschenk übergeben wollte, haben die Bauern selbst mit zur Feier gebracht. Sie hatte mit Sicherheit gemerkt, dass ihr hier etwas vorgespielt wurde. Das hatte zum Bruch mit dem Team geführt, so sehr hat sie das gekränkt. Die restlichen Tage bis zum Rückflug verblieb sie in ihrem Hotel. Erst nach über einem Jahr konnten die Dreharbeiten fortgesetzt werden.
Zeit ihres Lebens hat Käthe Reichel ihren Bertolt Brecht geliebt. Vom Maler Gabriele Mucchi bekam sie das Kind, welches sie eigentlich von Brecht haben wollte. Einmal bekam ihr Kind als kleiner Junge eine Wasserpistole geschenkt und zielte auf die Mutter. Die ließ sich fallen, blieb minutenlang liegen, wie tot, sie konnte das, sie war Schauspielerin. Der Junge schrie, schrie, schrie, sie hielt das durch. Friedenserziehung als Seelenfolter. Ihr Sohn Sebastian kam mit den Ansprüchen seiner Mutter nicht zurecht und nahm sich später das Leben.
Käthe Reichel erzählt auch von ihrer Kindheit in den Arbeitervierteln von Berlins Mitte. Von ihrer Mutter, nur von ihrem Vater erzählt sie nicht, der in einem Konzentrationslager umkam. Sie erzählt auch die Geschichte eines Mitbewohners im Mietshaus, der seinen Hund aus dem 4. Stock geschmissen hat, da er kein Fressen mehr für ihn kaufen konnte. Diese Geschichten prägten sie.

## Produktion
Als Interviewpartner standen folgende Freunde und Kollegen Käthe Reichels zur Verfügung: Rainer Simon, Holger Franke, Adolf Dresen, Dagmar Manzel, Christian Grashof, Kurt Groenewold, Horst Lebinsky, Ilona Schleicher, Horst Lenz und Anneliese Schultze.
Der Film wurde über einen Zeitraum von 13 Jahren in Farbe gedreht und hatte am 26. Oktober 2014 im Berliner Kino Babylon Premiere. Die Filmemacher wollten Käthe Reichel ohne ein bestimmtes Zeitbudget begleiten. Da nach kurzer Zeit das vorgesehene finanzielle Limit ausgeschöpft war, konnte die angemietete Technik sowie das dazugehörige Team nicht mehr bezahlt werden. Da es inzwischen auf dem Markt die neuen japanischen digitalen, halbprofessionellen Kameras gab, wurde damit weitergearbeitet und der Film konnte fertiggestellt werden.